# Денні Шугерман
Де́нні Шу́ґерман (англ. Danny Sugerman), повне ім'я Де́ніел Сті́вен Шу́ґерман (англ. Daniel Stephen Sugerman) (*11 жовтня 1954, Лос-Анджелес, США — †5 січня 2005, Вест-Голівуд, Каліфорнія, США) — американський менеджер та письменник, найбільш відомий завдяки тривалому співробітництву з рок-гуртом «The Doors» та співаком Іггі Попом.

## Біографія
Деніел Стівен Шуґерман народився в Лос-Анджелесі 11 жовтня 1954. Співробітництво з американською музичною рок-групою «The Doors» розпочав ще в зовсім юному віці — на той момент йому було всього лише чотирнадцять років. Бажання співпрацювати з членами гурту виникло в Шуґермана незадовго після того, як він вперше потрапив на концерт «The Doors». Спочатку він виконував просту роботу — допомагав оформлювати фотоальбом гурту, як менеджер він почав своє співробітництво з «The Doors» вже значно пізніше, коли гурт досяг вершини своєї слави. У 1973, після смерті Джима Моррісона, продовжив співробітництво з одним із членів «The Doors» Реєм Манзареком. У 1980 у співавторстві з Джеррі Гопкінсом написав детальну біографію лідера «The Doors» Джима Моррісона під назвою «No One Here Gets Out Alive» («Ніхто не вийде звідси живим»), завдяки якій став ще більш відомим. У 1991, працюючи вже з іншим виконавцем, музикантом Іггі Попом, брав участь у зйомках фільму «The Doors» як консультант. Крім цього, завдяки Шуґерману вийшли з друку два збірники пісень «The Doors», статті, присвячені рок-гурту, та вірші Моррісона.
Денні Шуґерман помер 5 січня 2005 у своєму домі в Каліфорнії від раку легень. Похований на Вествуд Меморіал Парк (англ. Westwood Memorial Park), що в Лос-Анджелесі.

## Сім'я
У Денні Шуґермана залишилася вдова Фон Голл, з якою він прожив у шлюбі до самої смерті, а також брат та сестра.

## Цікаві факти
- За словами клавішника гурту «The Doors» Рея Манзарека, мав дуже високий рівень IQ.
- Розглядав Джима Моррісона як сурогатного батька для своєї майбутньої дитини.
- Брав активну участь у таких організаціях, як «Альянс по наркополітиці» (англ. Drug Policy Foundation), Musicians Assistance Program та NARAS' MusiCares Foundation.
- Крім біографії Джима Моррісона «Ніхто не вийде звідси живим», написав та випустив також книгу під назвою «Wonderland Ave.», у якій розповідає про період свого співробітництва з «The Doors».
- Фон Голл, вдова Денні Шуґермана, була головним фігурантом скандалу, пов'язаного з продажем зброї США Ірану.

## Книги
- 1980 No One Here Gets Out Alive (у співавторстві з Джеррі Гопкінсом)
- 1983 The Doors
- 1983 The Doors, the Illustrated History
- 1989 Wonderland Avenue: Tales of Glamour and Excess
- 1991 Appetite For Destruction: The Days Of Guns N' Roses